# クリス・マーティン
クリストファー・”クリス”・アンソニー・ジョン・マーティン（Christopher "Chris" Anthony John Martin, 1977年3月2日 - ）は、イギリスのミュージシャン。コールドプレイのボーカリスト、マルチプレイヤー。他のアーティストへ楽曲提供も行う。歌唱法としてはファルセットを多用する。

## 経歴
- イングランド、デヴォン州エクセターで5人兄弟の長男として生まれる。
- 父親は公認会計士で、母親は音楽教師であった[2][3]。夏時間の提唱者であるウィリアム・ウィレットは曽曽祖父である[4]。祖父は会社を設立して成功した後、クリスが生まれ育ったデヴォン州エクセターの執政長官と市長を務め、大英帝国勲章の第3位CBEを叙勲した。遠い親戚にウィンストン・チャーチルがいる。
- 家にあった母親のピアノに幼少時から興味を持ち、調律がおかしくなるまで弾き続けた。ほどなくしてギターをはじめ、15歳の時に友人同士でバンドを組むようになる。クリスは映画『バック・トゥ・ザ・フューチャー』で俳優マイケル・J・フォックスが演じる主人公のマーティ・マクフライがチャック・ベリーの「ジョニー・B.グッド」を演奏するシーンを子供の頃に見たことで、バンドがやりたくなったと語っている[5]。バンドではソウルやR&Bのカバーを演奏、バンドではボーカルではなく、キーボードを担当した。
- ドーセットに位置する男子全寮制パブリックスクールであるシャーボーン・スクールを卒業後、1996年にユニバーシティ・カレッジ・ロンドンに入学。学生寮で後のコールドプレイのバンドメンバーとなるジョニー・バックランド、ガイ・ベリーマン、ウィル・チャンピオンの3人と出会い、バンドを結成する。西洋古典学を専攻し、ラテン語とギリシャ語のファーストクラスの学士号を取得して同校を卒業。
- 1998年、インディーズデビュー。2000年、メジャーデビュー。現在までコールドプレイのフロントマンとして活躍している。

## ソロしての活動

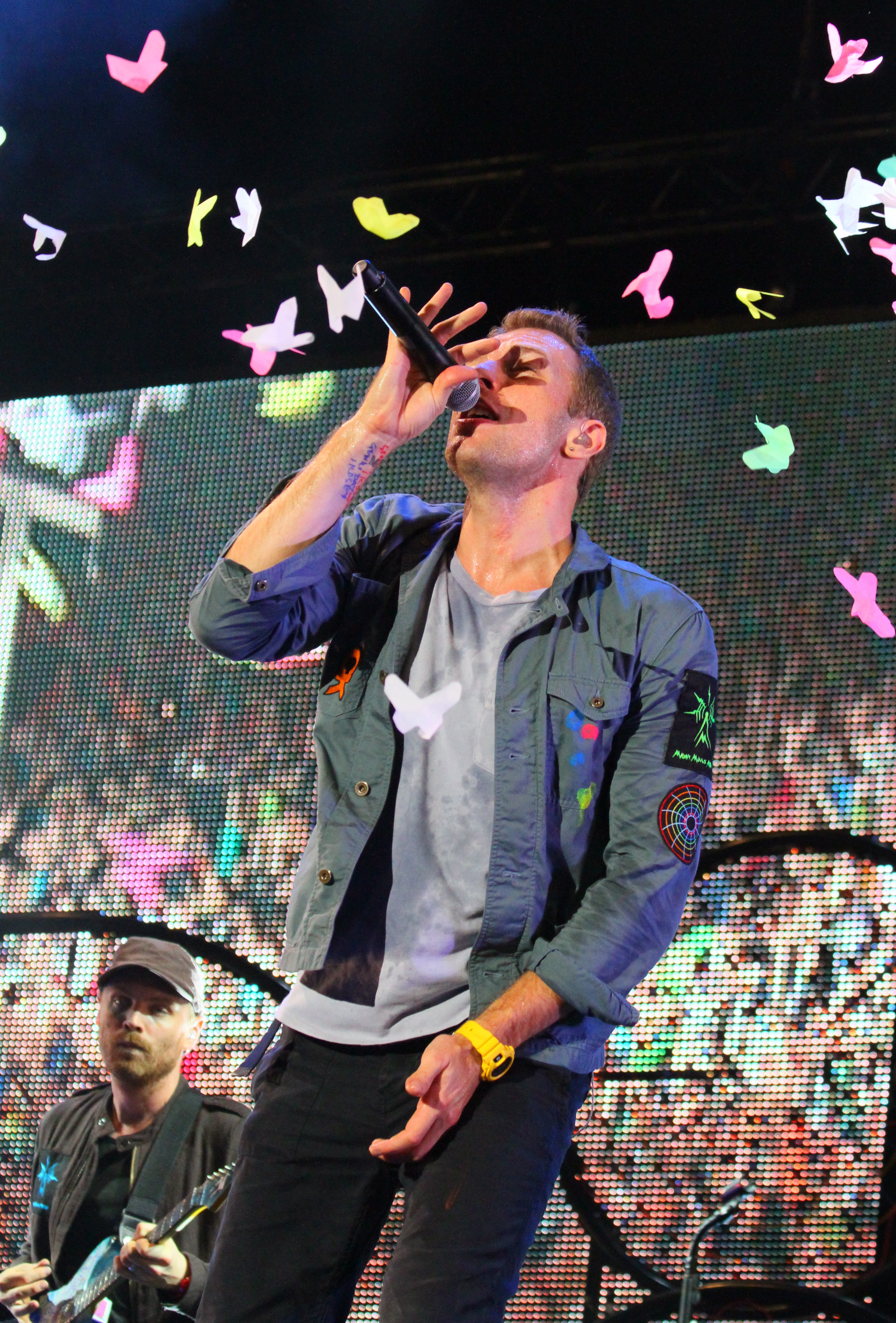
フジロック・フェスティバル出演時（2011年）

- ソロ・アーティストとしてエンブレイスやジャメリアなどに曲提供を行っている。ロン・セクスミス、ザ・ストリーツ、イアン・マッカロクなどともコラボレートで参加している。
- 2004年にはバンド・エイド20のシングルである「Do They Know It's Christmas?」のボーカル・パートに参加。
- 2005年にはネリー・ファータドの曲「All Good Things (Come to an End)」でネリー・ファータドとコラボレートしており、その曲は2006年発売のアルバム『Loose』に収録された。ちなみに両者は2002年のグラストンベリー・フェスティバルに出演している。
- 2006年にはアメリカのヒップホップMCであるカニエ・ウェストとアビー・ロード・スタジオでジャムセッションのコンサートをしている。2008年にリリースされたカニエ・ウェストの3rdスタジオ・アルバム『Graduation』には、2人のコラボレーション楽曲「Homecoming」が収録されている。
- 2006年夏にはヒップホップMCであるジェイ・Zのカムバック・アルバムである『Kingdom Come』でコラボレートしている。マーティンはヒップホップ界の大物プロデューサーであるドクター・ドレーの助けを借りてコラボレートした曲である「Beach Chair」のドラムラインをまとめあげ、ジェイ・Zに送った。「Beach Chair」は2006年9月27日にジェイ・Zのヨーロッパツアー中のロイヤル・アルバート・ホールでの公演で歌われた。
- 2012年12月12日、マーティンはハリケーン・サンディ救済のための募金活動として開催された「12 12 12コンサート」の一環として、元R.E.M.のマイケル・スタイプと共に「Losing My Religion」を含む3曲を演奏した。
- 2014年12月1日、世界エイズデーにニューヨークのタイムズスクエアで行われたU2のサプライズコンサートにおいて、怪我で療養中のU2のボーカルのボノの代役として、クリスとブルース・スプリングスティーンがバンドに参加した。
- 2015年にはクリスはアヴィーチーとコラボレートし、アヴィーチーの2ndアルバム『ストーリーズ』のために2つの新曲に取り組んだ。最初のコラボレーション楽曲「Heaven」では、クリスが作詞、アヴィーチーがプロデュースを担当し、チェリー・ゴーストのサイモン・オルドレッドがボーカルを務めた。 楽曲はアヴィーチーの遺作アルバム『Tim』に収録された。また、『ストーリーズ』の「True Believer」ではクリスはボーカルを提供している。
- 2017年2月、クリスはブリット・アワードで、前年12月に亡くなったジョージ・マイケルへのトリビュートとして「A Different Corner」を披露した。
- 2017年6月にリリースされたデュア・リパのデビューアルバム『デュア・リパ』には、クリスが共作した「Homesick」という曲が収録されている。

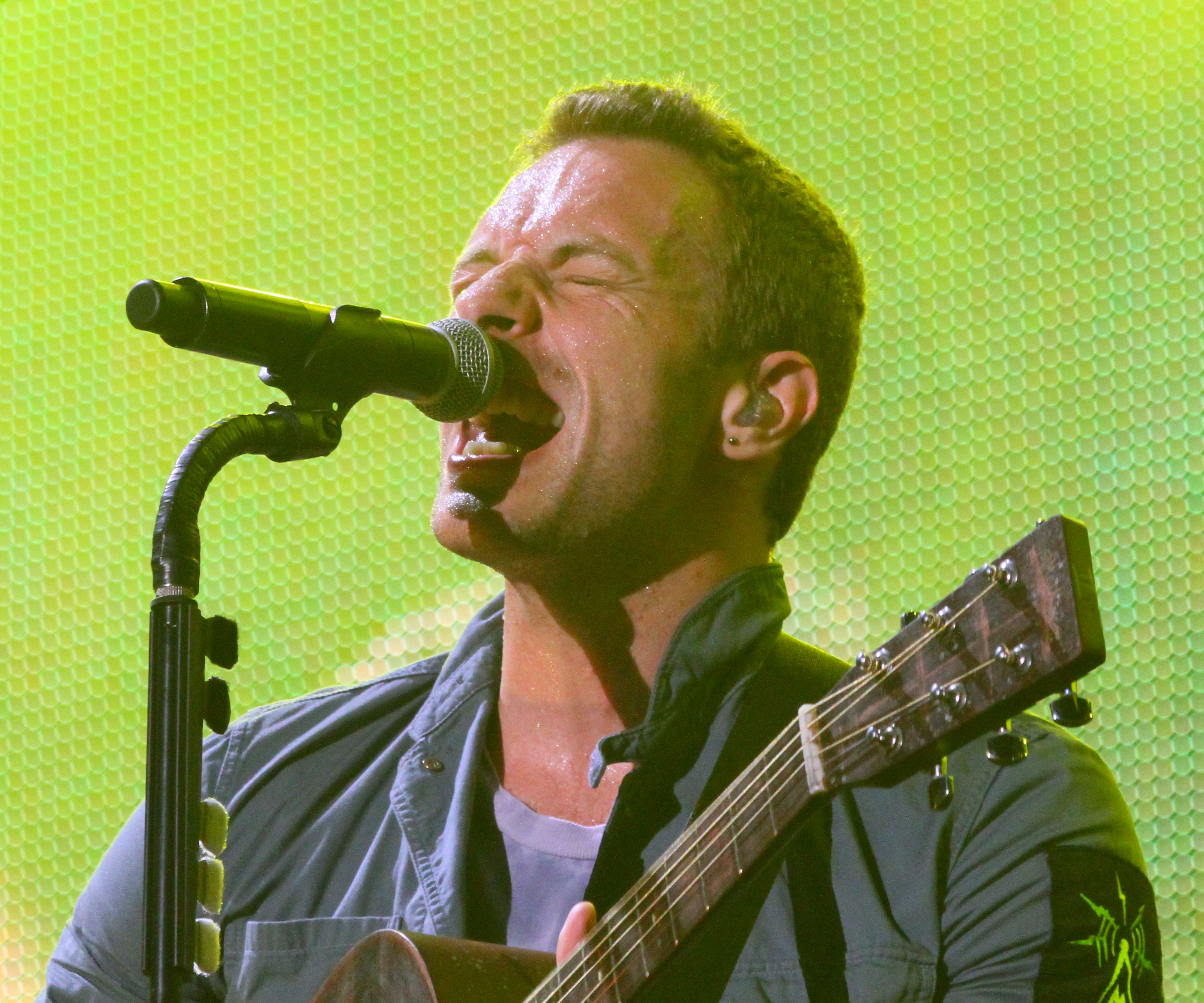
フジロック・フェスティバル出演時（2011年）

## 人物
- 誠実で情熱的な人柄で知られている。知的でユーモアに富み、ライブのMCやインタビューではジョークで笑いを誘いながら話す事も多い。
- 両利きである。ギターは右利き用を使う。コールドプレイのYouTubeの動画には、両手でセットリストを書く様子
- バンド外では特に公正な取引の推進運動であるフェアトレードに力を入れている。オックスファムのメイク・トレード・フェアのキャンペーンにも参加した。不公平な取引の現場を見るため自らガーナやハイチに赴いている。
- 2012年、デイリーメール紙にて10年以上前から耳鳴りを煩っていることを告白した。大きな音を聴き過ぎた結果であると言い、紙面上で若いアーティストに耳栓を使用するように呼びかけた。マーティンは演奏中に特殊フィルターのついた耳栓やカスタマイズしたインイヤーモニタをつけており、予防策としてバンドメイトにも同じことを奨励している。
- クリスチャンの家庭で育ったが、クリスはキリスト教からは距離を置き、「Alltheist」(無神論者 Atheistをもじった造語）を名乗って、神はすべての人、すべての場所に存在すると信じていると話している。2019年のインタビューでは、「僕は神とは愛だと思うんだ。そして、神はすべての分子の中にある魔法であって、あなたが嫌いな人の中にさえいるんだ」と語っている[6]。
- 酒や煙草をやらない。以前はベジタリアンでもあった。
- サッカークラブのエクセター・シティFCのファンが映っている。
- 2016年にはバンドを志すきっかけを与えたマイケル・J・フォックスと共演し、「ジョニー・B.グッド」を含む『バック・トゥ・ザ・フューチャー』の曲を2曲演奏している[7]

### 影響を受けたアーティスト
- トラヴィス、U2、レディオヘッド、a-ha、ブルース・スプリングスティーン、オアシス、ミューズ、ザ・ヴァーヴ、ジェフ・バックリィ、R.E.M.、ビートルズ、ザ・スミス、マイケル・ジャクソン、デペッシュ・モードなどに影響を受けている。
- テイク・ザット、ウエストライフ、ガールズ・アラウドといったポップグループのファンでもある。テイク・ザットが2018年にベスト・アルバム『オデッセイ〜グレイテスト・ヒッツ』をリリースした際には、キャリアが30周年を迎えることを記念してビデオメッセージを寄せている[8]。
- 2021年のインタビューでは、映画『オズの魔法使』の劇中歌であるジュディ・ガーランドの「虹の彼方に」を一番好きな曲に挙げている。

### 他のアーティストからの評価

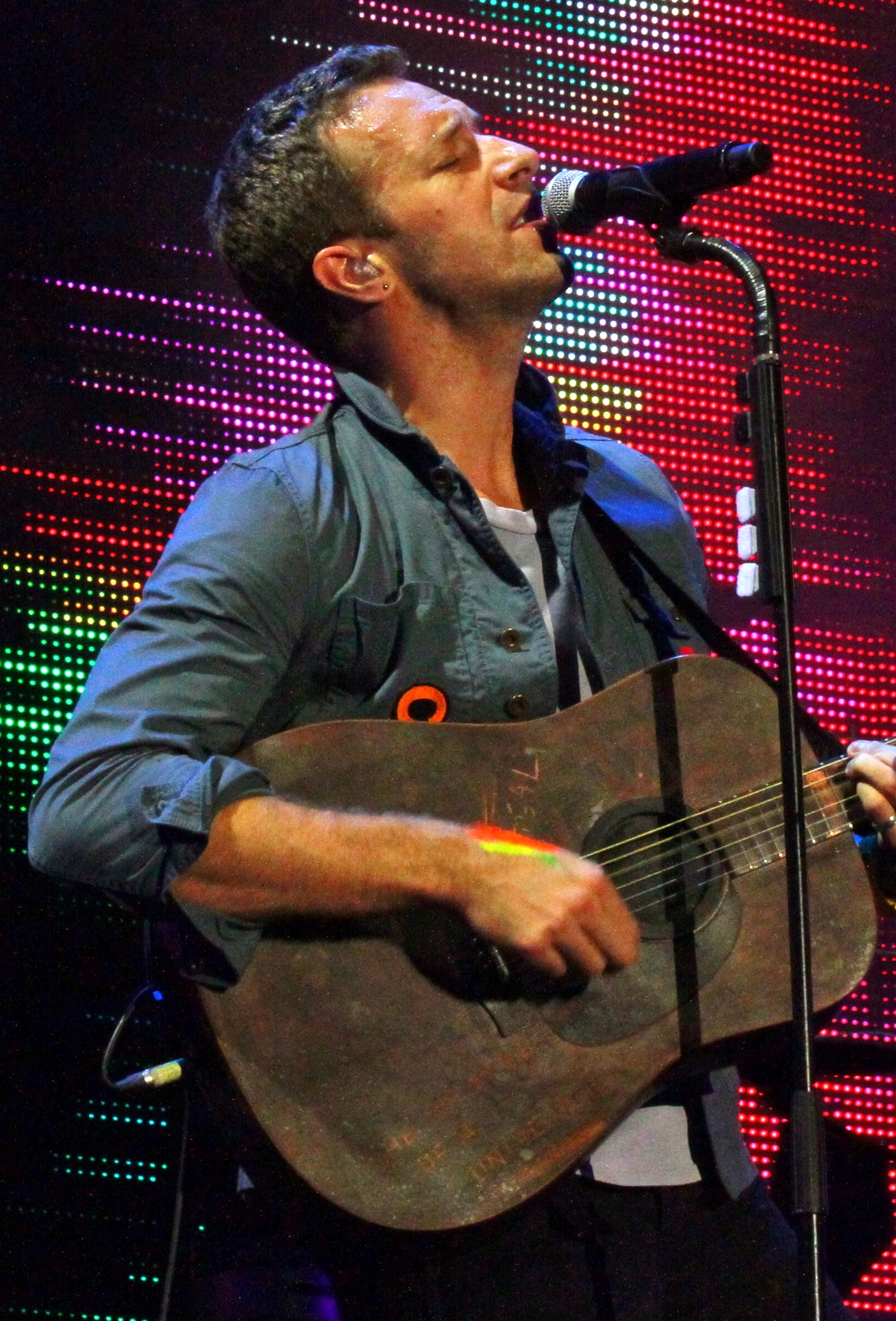
フジロック・フェスティバル出演時（2011年）

- ベースのガイ・ベリーマンは「クリスと毎日過ごせば分かると思うけど、彼は幸せいっぱいで興奮して跳び回ってるか、慰めようもないくらい落ち込んでるかのどっちかなんだよ」と話している[9]。
- ニック・ケイヴは「僕はいつもクリスの寛大な精神と世界との関わり方に惹かれてるよ」「彼は優しい男で、僕の大切な友達さ」と話している[10]。ジェイコブ・コリアーは「クリスは自分のソウルブラザーのような存在さ」「才能はもちろんの事、クリスの圧倒的な優しさ、率直さ、謙虚さにはいつもびっくりさせられるよ」と語っている[11]。
- メトロ・ブーミンは「クリスは自分の良い友人であり、今まで出会った最も純粋な人間のひとりさ」と書いている[12]。
- 「My Universe」でコラボしたBTSのRMは、クリスについて「聞いてた通り、とても謙虚で人間味に溢れた純粋な人で、偏見のようなものが全くない人だった」と語っている[13]。ジミンは「ポジティブな心で他者により良い影響を与える素晴らしい人だった」と話している[13]。
- 長年にわたってサポートや助言を受けた人たちの名前として、ジェイ・Z、サイモン・ペッグ、ボノ（U2）、ジ・エッジ（U2）、ブルース・スプリングスティーン、エド・オブライエン（レディオヘッド）、マイケル・スタイプ（元R.E.M.）、ニック・ケイヴ、フラン・ヒーリー（トラヴィス）、ダニー・マクナマラ（エンブレイス）を挙げている[14]。

## 交際と結婚

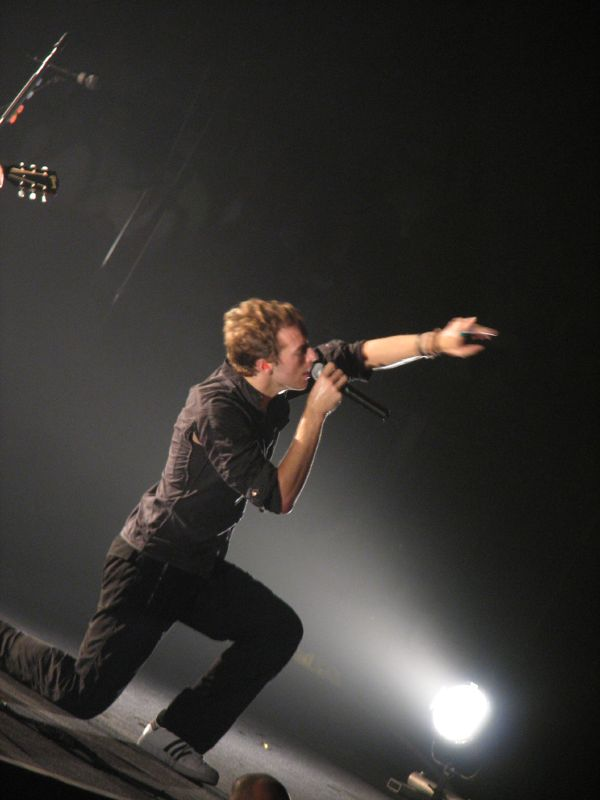
香港公演（2008年）

- 女優のグウィネス・パルトローと2002年にライブの舞台裏で知り合い、2003年12月5日に結婚[15]。2004年5月14日にロンドンで娘であるアップルが生まれ[16]、2006年4月8日にはニューヨークで息子であるモーゼスが生まれた[17]。2014年3月にコンシャス・アンカップリング（意識的カップル解消）を発表。妻との破局は同年5月にリリースされたコールドプレイの5thアルバム『ゴースト・ストーリーズ』のダークな作風に大きな影響を与えている。2016年に正式に離婚。離婚後も良き友人関係を保っている。グウィネスは離婚後はプロデューサーのブラッド・ファルチャックと再婚したが、現夫とクリスと3人で撮影した写真をインスタグラムで公開するなど、仲良くしている。また、クリスの恋人ダコタ・ジョンソンも一緒に家族旅行に行くなど、良好な関係を築いている[18]。
- クリスは妻グウィネス・パルトローとの破局後、長い間鬱に苦しんでいたが、ジャラール・ウッディーン・ルーミーの詩「ゲストハウス」を読んだことで「幸せじゃない時でもそれは自分にとってよいことだ」と徐々に思えるようになったと語っている[9]。
- 子煩悩で知られ、コールドプレイの楽曲に子供たちがコーラスとして参加することもある。2015年リリースの7thアルバム「ア・ヘッド・フル・オブ・ドリームズ」に収録された楽曲「Up & Up」には、ビヨンセ、ビヨンセの娘、ブライアン・イーノ、メリー・クレイトンなどとともに、元妻のグヴィネス・パルトローや娘アップル、息子モーゼスがコーラスとして参加している。
- 2017年10月から女優のダコタ・ジョンソンと交際している。

## 交友関係
- メンバーの中ではギターのジョニー・バックランドと一番仲が良い。ジョニーと俳優のサイモン・ペッグはクリスの娘アップルの名付け親である。また、クリスはサイモン・ペッグの娘の名付け親である。サイモン主演の映画『ショーン・オブ・ザ・デッド』には、ギターのジョニーと共に、カメオ出演している。
- 現在のバンドのクリエイティブ・ディレクターであり、「5番目のメンバー」として知られている元マネージャーのフィル・ハーベイは、13歳からの友人である。1990年から95年まで同じ男子全寮制のパブリックスクールに通っていた。クリスとフィルは、在学中にロッキンホンキーズ（The Rockin’ Honkies)というバンドに所属していた。フィルは「ザ・コミットメンツのようなソウル/R&Bのカバーバンドだった」「自分たちがバンドをやっていた時期が重なることはなかったんだ。僕は結成メンバーだったんだけど、すぐに才能のないギタリストだとバレて、サウンドエンジニアに代わった後、クリスがキーボード奏者として入ってきた。クリスはフロントマンではなく、地味なキーボード奏者だった」「僕たちは親友で、当時から一緒に何か音楽をやりたいと夢見ていた。自分はパフォーマーにはなれないということを十分自覚していたが、クリスは13歳にして天才的な才能を持っていた」と語っている[19]。
- ジェイ・Z、ビヨンセ夫妻と仲が良く、家族ぐるみの付き合いをしている。プライベートでの交流だけでなく、お互いの楽曲でのコラボレーションや2012年のロンドンパラリンピック閉会式、2016年のスーパーボウルのハーフタイムショーなどのステージ上での共演も多い。